# Aulogymnus california
Aulogymnus california är en stekelart som först beskrevs av Gordh 1977.  Aulogymnus california ingår i släktet Aulogymnus och familjen finglanssteklar. Inga underarter finns listade.